# Mamula
Mamula (o Lastavica) es una isla situada en el mar Adriático, en el suroeste de Montenegro perteneciente al municipio de Herceg Novi.

## Ubicación y características
Se encuentra situada en la entrada de las Bocas de Kotor, estratégicamente ubicada entre las penínsulas de Prevlaka y Luštica. Se encuentra situada a 3,4 millas náuticas (6,3 km) de distancia de Herceg Novi.
Este pequeño islote es de forma circular, y tiene 200 m de diámetro.

## Historia
La isla tiene un fuerte que fue construido por el general austrohúngaro Lazar Mamula a mediados del siglo XIX. Durante la Segunda Guerra Mundial, el fuerte fue utilizado por el ejército italiano como campo de concentración y prisión. La prisión fue conocida por las torturas y la crueldad a la que se sometía a los presos.
En el año 2016, se impulsó la creación de un hotel de lujo en la prisión, lo que generó gran controversia. La apertura de este estaba prevista para marzo de 2023, y contaría con spa, playa privada y oferta culinaria de gran nivel, entre otras cosas.